# 竹下勇造
竹下 勇造（たけした ゆうぞう、1900年〈明治33年〉6月25日 - 1984年〈昭和59年〉3月21日）は、日本の実業家、政治家。掛合町名誉町民。島根県議会議員、掛合村長、竹下酒造代表取締役などを務めた。旧姓は武永（たけなが）。
第74代内閣総理大臣・竹下登の実父。漫画家・影木栄貴、ミュージシャン・DAIGOの曾祖父。

## 経歴
島根県簸川郡今市町（現：出雲市）出身。武永貞一の弟。掛合町（現：雲南市）竹下儀造の養子となった。旧制島根県立松江中学校（現・島根県立松江北高等学校）を経て、1923年（大正12年）早稲田大学専政科（現、政治経済学部）卒業。
竹下家は日本三大山林王の一家として出雲一円に権勢を誇っていた田部家の傘下で庄屋を務めており、掛合一の旧家であった。勇造は家業の酒屋は夫人や番頭に任せきりで政治談議を好んだ。また、女性によくもて、「女性で元気を磨くために」会社の金をよく引き出していたという。
勇造は、田部家の当主である23代長右衛門と付き合いがあり、県青年団長や田部郡農会会長に推すなど活動する。勇造自身は掛合村の名誉村長、翼賛会役員等をつとめ、1942年（昭和17年）には島根県会議員に選出、1期4年務めた。
勇造はこの時すでに、息子の登を一人前の政治家にすべく長右衛門に頼み込み、長右衛門から協力を引き出している。登も子供の頃から政治家に憧れていた。
1944年3月、早稲田大学に在学していた登が近隣の素封家である竹内家の娘・政江と学生結婚。7月には登が陸軍に招集されたため、政江は掛合に戻される。1945年3月24日、勇造は妻・唯子を亡くす。その後、勇造は政江に事あるごとに”干渉”するようになる。政江はノイローゼになり、番頭の勧めで東京の登の下に相談に行かせたが、決死の軍務についていた登は一方的に叱りつけた。追い詰められた政江は5月23日、自宅で首つり自殺をして果てた。
登の復員後暫くの間、親子の間で激しい対立が続き、言い争いが絶えることはなかった。しかし登は政治家になるためには竹下家の看板が必要である、と自らの思いを殺し、人前では対立を表沙汰にすることはなく、この時期の出来事を語ることは生涯なかった。この年の12月、勇造は恕子を後妻に迎え、翌1946年1月には登も親戚筋にあたる遠藤家から直子を娶る。なお、登と直子の長女がこの年の4月29日に生まれているが、二人の子としては計算が合わず、直子は戦時下に竹下家に疎開していたことから、勇造との間の子ではないのか、と噂されたという。
勇造と登の対立はその後、少なくとも表向きには修復された。登は早大卒業後、中学の代用教員を経て県議、衆議院議員へと転身を遂げる。一方勇造は公職追放されるが、解かれた後は町の教育委員長を17年にわたって務めた。
1984年（昭和59年）3月21日、心不全により死去。4月21日、掛合町の体育館で町民葬が執り行われ、登と犬猿の仲になりつつあった田中角栄が田中派の議員68人を引き連れて参列した。この翌年、登は権力闘争を経て田中派を奪取し、2年後には首相の座に上り詰める。

## 人物像
趣味は書画、骨董。宗教は真宗。柔道3段。

## 家族・親族
- 前妻・唯子
  - 長男・登（政治家、第74代内閣総理大臣）
- 後妻・恕子（出雲市神門町[1]、矢野善影の姉[1]）　
  - 二男・亘（記者、政治家）
  - 三男・三郎（竹下家現当主）
  - 長女・栄
- 実兄・武永貞一（実業家、政治家）
武永明文舎印刷工場経営主[8]。今市町議から出雲市議を連続つとめ[8]、また同商工会議所会頭等を歴任[8]。

## 脚註
1. 1 2 3 4 5 6 7 8  人事調査通信社, p. タ267.
2. ↑  岩瀬, pp. 81–82.
3. ↑  岩瀬, p. 82.
4. ↑  岩瀬, pp. 79, 83.
5. ↑  岩瀬, pp. 23–24, 28, 33.
6. ↑  岩瀬, pp. 33–35, 79–80.
7. ↑  岩瀬, pp. 85–86.
8. 1 2 3  人事調査通信社, p. タ141.